# Romeldange
Romeldange (en allemand Romeldingen) est un ancien hameau, aujourd'hui abandonné, de la commune belge de Fauvillers situé en Région wallonne dans la province de Luxembourg. Sis dans une vallée profonde creusée par la Sûre, un affluent de la Moselle, il faisait partie de la commune de Tintange avant la fusion des communes.
Du hameau il ne subsiste que le presbytère, une ferme (côté grand-ducal) construite sur l’emplacement d’une villa romaine et un chalet.

## Géographie
Les vestiges du hameau sont situés dans une enclave en territoire luxembourgeois, ainsi que dans un méandre de la Sûre, celle-ci fixant sur quelques kilomètres la frontière luxembourgeoise.

## Éléments d'histoire
En 1781 la paroisse de Romeldange est supprimée et ses fidèles transférés à la paroisse de Tintange, village situé à 4 km à l'ouest de Romeldange. Quatre ans plus tard, en 1785, l’église de Romeldange est démolie.
Deux siècles plus tard, en 1981, la pose d'une stèle commémorative rappelle ce transfert.
En 2002, la restauration du pont de bois enjambant la Sûre permet à nouveau de traverser la frontière et de se rendre de Tintange, en Belgique, à Bigonville, premier village du Grand-Duché de Luxembourg.